# 963
963 (CMLXIII) var ett normalår som började en torsdag i den julianska kalendern.

## Händelser

### December
- 4 december – Leo VIII utses till den 131:e påven.[1][2]

### Okänt datum
- Luxemburg grundas som politisk enhet.[3]
- Den tysk-romerske kejsaren Otto den store besegrar Polens kung Mieszko I och tvingar honom att betala tribut.

## Födda
- Li Jiqian.
- Olav Tryggvason, kung av Norge 995–1000.
- Snorre gode, egentligen Torgrim Torgrimsson, fornisländsk storman och hövding.[4]

## Avlidna
- 15 mars – Romanus II, bysantinsk kejsare.[5]
- 3 april – Vilhelm III, hertig av Akvitanien.[6]
- Dasui Fazhen.

### Fotnoter
1. ↑  ”Know Your Popes (engelska)”. Shire of False Isle. http://falseisle.antir.sca.org/newsletter/archive/Drogo/PDA06May2004.pdf. Läst 5 december 2009.[död länk]
2. ↑  ”List of Popes (engelska)”. Catholic Digital Resources. Arkiverad från originalet den 5 mars 2016. https://web.archive.org/web/20160305095547/http://catholicdr.com/RCIA/catechumenate/Preview%20-%20List%20of%20Popes.pdf. Läst 5 december 2009.
3. ↑  World Statesmen
4. ↑  Palsson och Edwards, sida 13.
5. ↑  ”Review Article the Byzantine Empire (engelska; medlemskap krävs)”. A Kasdan, 1969. http://past.oxfordjournals.org/cgi/reprint/43/1/158.pdf. Läst 4 december 2009.
6. ↑  ”The British Royal Family (engelska)”. Achievements. Arkiverad från originalet den 17 september 2010. https://web.archive.org/web/20100917044547/http://achievements.co.uk/services/royal/RFT.pdf. Läst 4 december 2009.